# 야마노메역
야마노메역(일본어: 山ノ目駅)은 일본 이와테현 이치노세키시에 있는 동일본 여객철도 도호쿠 본선의 역이다. 단선 승강장 2면 2선의 구조를 지닌 지상역이다.

## 타는 곳
| 1 | ■ 도호쿠 본선 | (하행) | 기타카미 · 모리오카 방면 |  |
| 3 | ■ 도호쿠 본선 | (상행) | 이치노세키 방면          |  |

## 역 주변
- JA 이와테 미나미나카사토 지점
- 나카사토 공민관

## 역사
- 1928년 4월 8일 : 개업.
- 1983년 2월 1일 : 무인화.
- 1987년 4월 1일 : 민영화에 의해, 동일본 여객철도로 이관.

## 인접 정차역
| 도호쿠 본선                | 도호쿠 본선   | 도호쿠 본선              |
| -------------------------- | ------------- | ------------------------ |
| 이치노세키 이치노세키 방면 | ■ 도호쿠 본선 | 히라이즈미 모리오카 방면 |